# Lekapcsolódás
A Lekapcsolódás (eredeti cím: Disconnect) 2012-ben bemutatott amerikai lélektani filmdráma, amelyet Andrew Stern forgatókönyvéből Henry Alex Rubin rendezett. A főbb szerepekben Jason Bateman, Hope Davis, Frank Grillo, Michael Nyqvist, Paula Patton, Andrea Riseborough, Alexander Skarsgård, Max Thieriot, Colin Ford és Jonah Bobo látható.
A filmet először a Torontói Nemzetközi Filmfesztiválon mutatták be 2012. szeptember 11-én. Az Amerikai Egyesült Államokban 2013. április 12-én került a mozikba. Általánosságban pozitív véleményeket kapott a kritikusoktól. 

## Cselekmény
A film három, egymással összefüggő történeten keresztül vizsgálja, hogyan tapasztalják meg az emberek a modern kommunikációs technológia negatív oldalait.
Az első történetszál egy ambiciózus, feltörekvő riporterrel, Nina Dunhammel zajlik, aki interjút készít egy Kyle nevű, kiskorú, videóchatszobai sztriptíztáncossal. A szökevény Kyle egy Harvey nevű férfinak dolgozik egy „házban”, ahol más chat-szoba sztriptíztáncosokkal együtt él. Miután az interjú bizonyos nyilvánosságot kap, az FBI a ház címének felfedését követeli, hogy leállíthassák az akciót. Mivel fizetett Kyle-nak a kapcsolatfelvételért, talán megszegte a törvényt. Ennek következtében a rendőrség és a munkaadója is nyomást gyakorolt a nőre, ezzel együttműködésre késztetve őt. Nina meg akarja menteni az üzlettől, de fél, hogy közben elveszíti a bizalmát. Kyle vonakodva adja meg neki a címet, ám Harvey kap egy fülest, és az egész háztartás elmenekül. Nina követi őket egy motelbe, ahol megszállnak, és megkéri Kyle-t, menjen el vele. Kyle először beleegyezik, de amikor Nina bizonytalanul garantálja neki a biztonságos menedéket az otthonában, a férfi visszautasítja. Harvey nézi, ahogy vitatkoznak, majd felpofozza Ninát. A chatszobai sztriptíztáncosok egész csoportja távozik, Nina pedig sírva hajt el.
A második történetszálban két fiú, Jason és barátja, Frye, egy „Jessica Rhony” nevű lánynak adják ki magukat a Facebook Messengeren, akik meggyőzik a tizenéves Bent (Rich fia, aki annak a tévécsatornának a jogásza, ahol Nina dolgozik), hogy küldjön el egy meztelen képet magáról. A fiúk elküldik az osztálytársaknak, és a kép szinte mindenkihez eljut az iskolában. Ben annyira zavarba jön ettől a kiberbántalmazástól, hogy öngyilkosságot kísérel meg felakasztással, végül pedig kómába esik. Rich kitartóan kutatja Ben közösségi médiáját, válaszokat keresve, és csevegni kezd „Jessicával”. Rich meglátogatja Bent a kórházban, ahol találkozik Jasonnel, aki álnéven Mike-nak nevezi magát. Jason apja (akit valójában Mike-nak hívnak) rájön, mit csinált Jason és Frye, és dühös lesz. A fiát ugyanakkor megvédi a Frye iPadjén lévő bizonyítékok törlésével. Később Rich rájön „Jessica” kilétére, és dühösen elmegy Mike házához, ami fizikai összetűzésbe torkollik. Jason megpróbál közbelépni, de Rich megüti egy jégkorongütővel. A verekedés végül azzal ér véget, hogy Mike megüti Richet, aki a földre borul.
A harmadik történetszálban egy fiatal házaspár, Derek és Cindy, még mindig feldúlt egy két évvel ezelőtti tragédia miatt: egyetlen fiuk SIDS-ben („Hirtelen csecsemőhalál szindróma”) bekövetkezett halála végett. Cindy nem tudja abbahagyni a gyászolását, Derek viszont nem tud beszélni a veszteségükről, és feldolgozni az érzéseit. Egy nap a házaspár rájön, hogy személyazonosságukat ellopták az interneten. Felbérelik Mike magánnyomozót (Jason apját) a tolvaj felkutatására; miután felfedezi, hogy Cindy rendszeresen cseveg egy támogatói csoport weboldalán, Mike kideríti, ki lehet a személyiségtolvaj. Cindy és Derek a gyanúsított, Stephen Schumacher nyomába erednek, követik őt, és még a házába is betörnek a bizonyítékokért. Éppen mielőtt Derek azt tervezi, hogy szembeszáll vele a bejárati ajtó előtt, Mike felhívja és közli vele, Schumacher nem az ő emberük, mert ő is a tolvaj áldozata volt. Schumacher észreveszi, hogy Cindy és Derek követi őt, majd egy puskával szembeszáll velük a kocsijukban. A volt tengerészgyalogos Derek azonban lefegyverezi, és visszakényszeríti a házába. Cindy el tudja venni a fegyvert a kezéből azzal, hogy megigérteti vele, Schumacher megfogja nyugtatni.
A film végére egyik történet sem oldódik meg, de a szereplők mindegyike abbahagyta a „lekapcsolódást”, és közelebb került azokhoz, akiket szeret.

## Szereplők
| Szerep             | Színész             | Magyar hang         |
| ------------------ | ------------------- | ------------------- |
| Rich Boyd          | Jason Bateman       | Czvetkó Sándor      |
| Lydia Boyd         | Hope Davis          | Orosz Anna          |
| Mike Dixon         | Frank Grillo        | Rajkai Zoltán       |
| Stephen Schumacher | Michael Nyqvist     | Rosta Sándor        |
| Cindy Hull         | Paula Patton        | Agócs Judit         |
| Nina Dunham        | Andrea Riseborough  | Kiss Virág Magdolna |
| Derek Hull         | Alexander Skarsgård | Hujber Ferenc       |
| Anne Dixon         | Daniella Rahme      |                     |
| Kyle               | Max Thieriot        | Szatory Dávid       |
| Jason Dixon        | Colin Ford          | Nagy Gereben        |
| Ben Boyd           | Jonah Bobo          | Czető Ádám          |
| Abby Boyd          | Haley Ramm          | Csifó Dorina        |
| Peter              | Norbert Leo Butz    | Harmath Imre        |
| Roberta Washington | Kasi Lemmons        | Makay Andrea        |
| Ross Lynd          | John Sharian        | Dézsy Szabó Gábor   |
| Harvey             | Marc Jacobs         | Seszták Szabolcs    |
| Frye               | Aviad Bernstein     | Császár András      |
| Maria              | Teresa Celentano    | Czető Zsanett       |

### Magyar változat
- Főcím: Korbuly Péter
- Magyar szöveg: Vass Augusztina
- Hangmérnök: Salgai Róbert
- Vágó: Kránitz Bence
- Gyártásvezető: Újréti Zsuzsa
- Szinkronrendező: Dobay Brigitta
- Produkciós vezető: Szép Erzsébet

A szinkront az SDI Media Hungary készítette el.

## Fogadtatás

### Bevételi adatok
A Lekapcsolódás 2013. április 12-én került korlátozott számban 15 moziba, és 124 000 dolláros bevételt termelt, átlagosan 8267 dollárt mozinként, ezzel a 31. helyen végzett a jegypénztáraknál. A film legszélesebb hazai forgalmazása 180 moziban zajlott, és végül 1 436 900 dollárt hozott az Amerikai Egyesült Államokban, nemzetközileg pedig 70 448 dollárt, ami összesen 1 507 310 dollárt eredményezett.

### Kritikai visszhang
A Rotten Tomatoes weboldalon 70%-os értékelést kapott 77 kritika alapján, az átlagértékelése 6,7 pont a 10-ből. Az oldal szöveges összefoglalója szerint: „Helyenként didaktikus, néhol melodramatikus, de a Lekapcsolódás erős szereposztása segít abban, hogy a modern társadalom technológiai túlterheltségének időszerű és hatékony feltárása legyen”. A Metacritic oldalán 100-ból 64 pontot kapott, 24 kritika alapján.
Richard Roeper a Chicago Sun-Times-tól a négyből négy csillagot adott a filmre, és azt írta: „Még akkor is, amikor a drámai tétet a szuperlassított mozgású, potenciálisan tragikus erőszakot kísérő ütemes zenei aláfestésig emelik, a Lekapcsolódás olyan módon érintett meg, ahogyan kevés film tette az elmúlt években. Elhittem ezeknek az embereknek az életét. Elhittem, hogy megteszik azokat a drasztikus dolgokat, amiket a válsághelyzetben tesznek. Sajnáltam őket, amikor a dolgok szörnyen rosszra fordultak, és drukkoltam nekik, ha felcsillant a remény. Ezt a filmet látnod kell. Könyörgöm... Nem volt olyan pillanat a film alatt, amikor másra gondoltam volna, mint erre a filmre.”